# ジャムシェードプル
ジャムシェードプル （英語：Jamshedpur、ヒンディー語：जमशेदपुर）は、インド東部のジャールカンド州南東部にある工業都市である。ジャムシェドプールとも表記するが、ヒンディー語では「ジャムシェードプル」と発音する。都市名はタタ財閥の創業者ジャムシェド・タタに由来する。

## 経済
周辺の鉄鉱山、炭田を使っての製鉄業が盛んである。1912年にタタ鉄鋼会社ジャムシェードプル工場が操業を始めた。